# Anlong Veng
Anlong Veng (Khmer អន្លុងវែង) ist ein Bezirk in der kambodschanischen Provinz Oddar Meanchey. Hier befand sich von 1989 bis 1998 das Hauptquartier der Roten Khmer an der kambodschanisch-thailändischen Grenze. Die Einwohnerzahl beträgt 56.927 (Stand: Zensus 2019).
Nach internen Machtkämpfen wurde die Basis von der Clique von Ta Mok kontrolliert. Noch zwischen 1993 und 1997 – lange nach dem Ende der Herrschaft der Roten Khmer im übrigen Kambodscha – wurden nach Angaben des Documentation Center of Cambodia auf einem Killing Field in der Nähe von Anlong Veng etwa 3.000 Menschen ermordet. Der einstige Staatschef Pol Pot wurde im Juli 1997 von seinen eigenen Parteigenossen inhaftiert und von einem „Volkstribunal“ zu lebenslanger Haft verurteilt. Er starb im April 1998, vermutlich durch Suizid.
Im Jahr 2001, drei Jahre nach dem Tod Pol Pots, erklärte der kambodschanische Ministerpräsident Hun Sen das Lager im Norden Kambodschas zum historischen Tourismusgebiet. Für die Erschließung muss das Gebiet jedoch noch von Minen geräumt werden.